# الکساندر اپارین
الکساندر ایوانوویچ اُپارین (زادهٔ ۱۸۹۴، درگذشتهٔ ۱۹۸۰) زیست‌شیمیدان اهل شوروی و از صاحب‌نظران دربارهٔ منشأ حیات بود.
کتاب اُپارین مفاهیم مکانیکی و دیالکتیکی حیات را تشریح می‌کرد و ترجمه آن توسط  هاشم بنی‌طُرُفی، با استقبال دانشوران روبرو شد.
اُپارین در کتابش با اشاره به این واقعیت که «آن‌چه را امروز نمی‌دانیم، فردا خواهیم دانست…»، به یکی از مهم‌ترین جلوه‌های حیات (گونه‌ای از آن‌که ما می‌شناسیم) شیوهٔ بازتولید پروتئین‌ها، اشاره کرده و شرح داده بود که تکامل مولکولی، حلقهٔ وصل کنندهٔ دنیای بی‌جان ماقبل حیات و اولین شکل‌های حیات است. روندی که با پیدایش مجموعه‌های مولکولی «کلوئیدی-شیمیایی» دارای قابلیت خودتکرارسازی، به وجود آمدن آنزیم‌ها و پیدایش حیات ماقبل‌سلولی اتفاق افتاده‌است.